# 1968年ザンビア総選挙
1968年ザンビア総選挙（1968ねんザンビアそうせんきょ、英語: 1968 Zambian general election）は、1968年12月19日にザンビアで行われた大統領と国民議会議員の総選挙である。

## 概要
ザンビアでは1968年12月19日に議会と大統領を選出する総選挙が行われた。 独立後の最初の世論調査では、現職のケネス・カウンダが大統領の職を維持する一方、全105選挙区に候補者を擁立した唯一の政党である統一国民独立党が国会の105議席中81議席を獲得した。 投票率は議会選挙では82.5％だったが、大統領選挙では87.1％となった。
国民議会選挙の他の参加者は、ザンビア・アフリカ民族会議（候補者73名）と無所属議員3名のみであった。 1966年に設立された統一党は1968年に禁止され、党員の多くは民族会議に吸収された。 選挙戦は暴力によって台無しになり、北部州とルアプラ州の統一国民独立党議員が民族会議候補者の推薦書類提出を阻止し、結果として30人の統一国民独立党候補者が無反対に立候補した。 それにもかかわらず、選挙では民族会議への傾きが見られ、 4人の大臣が議席を失った。
1972年、カウンダ政権は統一国民独立党を国内で唯一法的に認められた政党にする意向を発表した。 これは 1973年8 月に公布された新憲法によって正式に定められた。その結果、1968年の選挙は1991年までザンビアで行われた最後の複数政党制選挙となった。

## 選挙データ
国会議員 110 名のうち、105 名は小選挙区の先着順により選出され、さらに 5 名が大統領によって任命された。
大統領は先後二回同時投票システムを使用して選出された。 国会議員候補者は指名届を提出する際にどの候補者を大統領候補として支持するかを宣言し、提出しなかった候補者は失格となった。 有権者は 1 票しか持っていなかったので、議会候補者に投票することは自動的にその議会候補者が誓約した大統領候補者にも投票することを意味した。 無反対で返還された国会議員候補者が 1 名だけだった選挙区では、実際の投票が行われていないにもかかわらず、登録有権者全員がその議員が公約した大統領候補に投票したものとして「カウント」され、実質的に大統領選挙における選挙権を剥奪された。

## 選挙結果

### 大統領
| 候補者                   | 候補者                   | 所属政党                             | 得票数    | 得票率 | カウンダ (81.82%) ンクンブラ (18.18%) |
|                          | ケネス・カウンダ         | 統一民族独立党（UNIP）               | 1,079,970 | 81.82% | カウンダ (81.82%) ンクンブラ (18.18%) |
|                          | ハリー・ンクンブラ       | ザンビア・アフリカ人民族会議（ZANC） | 240,017   | 18.18% | カウンダ (81.82%) ンクンブラ (18.18%) |
| 総計                     | 総計                     | 総計                                 | 1,319,987 | 100.0% | カウンダ (81.82%) ンクンブラ (18.18%) |
| 有効投票数（有効率）     | 有効投票数（有効率）     | 有効投票数（有効率）                 | 1,319,987 | 95.41% | カウンダ (81.82%) ンクンブラ (18.18%) |
| 無効票・白票数（無効率） | 無効票・白票数（無効率） | 無効票・白票数（無効率）             | 63,490    | 4.59%  | カウンダ (81.82%) ンクンブラ (18.18%) |
| 投票者数（投票率）       | 投票者数（投票率）       | 投票者数（投票率）                   | 1,383,477 | 87.12% | カウンダ (81.82%) ンクンブラ (18.18%) |
| 棄権者数（棄権率）       | 棄権者数（棄権率）       | 棄権者数（棄権率）                   | 204,489   | 12.88% | カウンダ (81.82%) ンクンブラ (18.18%) |
| 有権者数                 | 有権者数                 | 有権者数                             | 1,587,966 | 100.0% | カウンダ (81.82%) ンクンブラ (18.18%) |
| 出典：Nohlen et al.      |                          |                                      |           |        | カウンダ (81.82%) ンクンブラ (18.18%) |

### 国民議会
|                          |                                      |           |      |           |        |        |
| 党派                     | 党派                                 | 獲得 議席 | 増減 | 得票数    | 得票率 | 改選前 |
|                          | 統一民族独立党（UNIP）               | 81        | 026  | 657,764   | 73.19% | 55     |
|                          | ザンビア・アフリカ人民族会議（ZANC） | 23        | 013  | 228,277   | 25.40% | 10     |
|                          | 無所属                               | 1         | 001  | 12,619    | 1.40%  | 0      |
|                          | 大統領任命枠                         | 5         | 035  | －        | －     | 0      |
| 総計                     | 総計                                 | 110       | 045  | 898,660   | 100.0% | 65     |
| 有効投票数（有効率）     | 有効投票数（有効率）                 | －        | －   | 898,660   | 93.40% | －     |
| 無効票・白票数（無効率） | 無効票・白票数（無効率）             | －        | －   | 63,490    | 6.60%  | －     |
| 投票者数（投票率）       | 投票者数（投票率）                   | －        | －   | 962,150   | 82.47% | －     |
| 棄権者数（棄権率）       | 棄権者数（棄権率）                   | －        | －   | 204,489   | 17.53% | －     |
| 有権者数                 | 有権者数                             | －        | －   | 1,166,637 | 100.0% | －     |
| 出典：Nohlen et al.      |                                      |           |      |           |        |        |